# Liste der Kulturdenkmäler in Leinsweiler
In der Liste der Kulturdenkmäler in Leinsweiler sind alle Kulturdenkmäler der rheinland-pfälzischen Ortsgemeinde Leinsweiler aufgeführt. Grundlage ist die Denkmalliste des Landes Rheinland-Pfalz (Stand: 14. August 2023).

## Denkmalzonen
| Bezeichnung                               | Lage | Baujahr                | Beschreibung | Bild                           |
| ----------------------------------------- | --- | ---------------------- | --- | ------------------------------ |
| Denkmalzone Ortskern                      | Hauptstraße 1–15, 17, 19 und 21, Kirchstraße 1–8, Sonnenbergstraße 1, 2, 4 und 5, Trifelsstraße 1–22, Weinstraße 3–13 Lage | ab dem 17. Jahrhundert | malerisches Ortsbild mit einer Bebauung aus Winzeranwesen, in der Substanz oft bis auf das frühe 17. Jahrhundert zurückreichend; in der Ortsmitte das Rathaus von 1619; die Wohnhäuser häufig mit Fachwerk-Obergeschossen                            | Fotos hochladen                |
| Denkmalzone Burgruine Neukastel           | nördlich des Ortes auf dem Föhrlenberg Lage                                                                                | 12. Jahrhundert        | wohl im 12. Jahrhundert gegründet, 1689 zerstört, keine Baureste erhalten, bemerkenswerte Bearbeitungsspuren, geringe Mauerreste | weitere Bilder Fotos hochladen |
| Denkmalzone Burgruine Anebos              | nordwestlich des Ortes auf dem Scharfenberg Lage                                                                           | 12. Jahrhundert        | vermutlich im 12. Jahrhundert gegründet, nach der Mitte des 13. Jahrhunderts aufgegeben; aufgehendes Mauerwerk auf dem mittleren der drei Annweiler Burggipfel nicht mehr erhalten; die Wände des Burgfelsens mit bemerkenswerten Bearbeitungsspuren | weitere Bilder Fotos hochladen |
| Denkmalzone Burgruine Scharfenberg (Münz) | nordwestlich des Ortes auf dem Scharfenberg Lage                                                                           | 11. Jahrhundert        | wohl im 11. Jahrhundert als Reichsburg mit dem Trifels gegründet, 1525 zerstört, teilweise erhalten in der Oberburg buckelquaderverkleideter Bergfried, in der Vorburg Turmstumpf und Ringmauerreste                                                 | weitere Bilder Fotos hochladen |

## Einzeldenkmäler
| Bezeichnung                                          | Lage                                                            | Baujahr                             | Beschreibung | Bild                           |
| ---------------------------------------------------- | --------------------------------------------------------------- | ----------------------------------- | --- | ------------------------------ |
| Hofanlage                                            | Borngasse 1 Lage                                                | 17. und 18. Jahrhundert             | barocke Hofanlage, 17. und 18. Jahrhundert; Wohnhaus und Nebengebäude mit Fachwerk-Obergeschoss | Fotos hochladen                |
| Hofanlage                                            | Hauptstraße 4 Lage                                              | 1612                                | Hofanlage; Renaissance-Fachwerkwohnhaus, teilweise massiv, bezeichnet 1612, 1752 verändert | Fotos hochladen                |
| Relief                                               | Hauptstraße, an Nr. 6 Lage                                      | 18. Jahrhundert                     | Reliefstein, barock, 18. Jahrhundert | Fotos hochladen                |
| Kellerbogen                                          | Hauptstraße, an Nr. 8 Lage                                      | 1524                                | Kellerbogen, spätgotisch, bezeichnet 1524 | Fotos hochladen                |
| Grabmal                                              | Kirchstraße, auf dem Friedhof Lage                              | um 1911                             | Grabmal L. Apffel, reliefierter Eichenstumpf, Sandstein, um 1911 | Fotos hochladen                |
| Schulhaus                                            | Kirchstraße 5 Lage                                              | 18. Jahrhundert                     | ehemalige Schule; spätbarocker Putzbau, teilweise Fachwerk, 18. Jahrhundert | Fotos hochladen                |
| Protestantisches Pfarrhaus                           | Kirchstraße 7 Lage                                              | 1761/62                             | ehemaliges protestantisches Pfarrhaus; spätbarocker Walmdachbau, 1761/62, Torbogen bezeichnet 1583/84, Wappenkartusche bezeichnet 1548, Quader bezeichnet 1563 | BW                             |
| Protestantische Pfarrkirche                          | Kirchstraße 10 Lage                                             | ab dem 13. Jahrhundert              | ehemals St. Martin; Saalbau, spätgotischer Chor, Langhaus und Turm 13. Jahrhundert, Sonnenuhr bezeichnet 1596 (Bild); Kirchhofpforte, Treppenanlage (Bild), 18. Jahrhundert | weitere Bilder Fotos hochladen |
| Wohnhaus                                             | Sonnenbergstraße 1 Lage                                         | 17. und 18. Jahrhundert             | eingeschossiges barockes Fachwerkhaus über Hochkeller, Krüppelwalmdach, überbauter Torbogen mit Nebenpforte, 17. und 18. Jahrhundert | Fotos hochladen                |
| Torbogen                                             | Trifelsstraße, an Nr. 4 Lage                                    | 1788                                | spätbarocker Torbogen, bezeichnet 1788 (Bild) | weitere Bilder Fotos hochladen |
| Torbogen                                             | Trifelsstraße, an Nr. 5 Lage                                    | 1772                                | überbauter Torbogen mit Nebenpforte, bezeichnet 1778 | Fotos hochladen                |
| Torbogen                                             | Trifelsstraße, an Nr. 6 Lage                                    | 1776                                | spätbarocker Torbogen, bezeichnet 1776 (Bild) | weitere Bilder Fotos hochladen |
| Wohnhaus                                             | Trifelsstraße 15 Lage                                           | 1796                                | barockes Fachwerkhaus über Hochkeller, bezeichnet 1796 | Fotos hochladen                |
| Eckquader                                            | Trifelsstraße, an Nr. 16 Lage                                   | 1559                                | Eckquader, bezeichnet 1559 | Fotos hochladen                |
| Kellerbogen                                          | Trifelsstraße, an Nr. 20 Lage                                   | 1557                                | Kellerbogen, bezeichnet 1557 | Fotos hochladen                |
| Torbogen                                             | Weinstraße, an Nr. 3 Lage                                       | um 1600                             | Torbogen, wohl um 1600, bezeichnet 1752 | Fotos hochladen                |
| Hofanlage                                            | Weinstraße 3a Lage                                              | 1753                                | Hofanlage; barockes Fachwerkwohnhaus, teilweise massiv, bezeichnet 1753 (Bild) | weitere Bilder Fotos hochladen |
| Rathaus                                              | Weinstraße 4 Lage                                               | 1619                                | Fachwerkbau, im massiven Erdgeschoss Arkaden, bezeichnet 1619 (Bild) | weitere Bilder Fotos hochladen |
| Brunnen                                              | Weinstraße, bei Nr. 4 Lage                                      | 1581                                | Brunnenanlage mit Hauptbecken und vier kleineren Trögen, bezeichnet 1581 | weitere Bilder Fotos hochladen |
| Torbogen                                             | Weinstraße, an Nr. 8 Lage                                       | 1762                                | barocker Torbogen, bezeichnet 1762 (Bild) | weitere Bilder Fotos hochladen |
| Wohnhaus                                             | Weinstraße 11 Lage                                              | um 1700                             | barockes Fachwerkhaus, teilweise verschiefert, wohl um 1700 | Fotos hochladen                |
| Wohnhaus                                             | Weinstraße 12 Lage                                              | 17. Jahrhundert                     | Fachwerkhaus über Hochkeller, Krüppelwalmdach, 17. Jahrhundert | Fotos hochladen                |
| Schulhaus                                            | Weinstraße 16 Lage                                              | Ende des 19. Jahrhunderts           | ehemalige Schule; spätgründerzeitlicher Bossenquaderbau, Ende des 19. Jahrhunderts | Fotos hochladen                |
| Hofgut Neukastel (Slevogthof)                        | nördlich des Ortes Lage                                         | 19. und Anfang des 20. Jahrhunderts | große mehrflügelige Anlage, Belvedereturm, 19. und Anfang des 20. Jahrhunderts | weitere Bilder Fotos hochladen |
| Wallfahrtskirche Unserer Lieben Frau vom Kaltenbronn | nordwestlich des Ortes am Kaltenbrunn Lage                      | um 1275                             | Ruine der gotischen Wallfahrtskirche; in drei Bauphasen errichteter Saalbau, um 1275, um 1350, 1450–77 | weitere Bilder Fotos hochladen |
| Wegekreuz                                            | südlich des Ortes nahe der Grenze zu Eschbach; Flur Krätze Lage | 1759                                | barockes Kreuz, bezeichnet 1759 (Bild) | weitere Bilder Fotos hochladen |
| Leinsweiler Hof                                      | südöstlich des Ortes an der L 508 Lage                          | ab 1937                             | ursprünglich Saarhof, ab 1937, Architekt Paul Schmitthenner, Stuttgart; Bauleitung Peter und Mittel, Landau; als Erholungsheim geplant, dann Gaststätte, Hotel; Zweiflügelanlage mit Sandsteinfassaden in traditionalistischen Formen samt torbogenartiger Brücke über die Landstraße; bauliche Gesamtanlage | Fotos hochladen                |